# 耿车镇
耿车镇，是中华人民共和国江苏省宿迁市宿城区下辖的一个乡镇级行政单位。

## 行政区划
耿车镇下辖以下地区：
耿车社区、新华社区、红卫村、湖稍村、五星村、三义村、大众村、刘圩村和大同村。